# The Weight of Your Love
| Recensione    | Giudizio |
| ------------- | -------- |
| AllMusic      |          |
| The Guardian  |          |
| Mojo          |          |
| musicOMH      |          |
| NME           | 4/10     |
| PopMatters    | 6/10     |
| Q             |          |
| Slant         |          |
| Rolling Stone |          |
| Uncut         |          |

The Weight of Your Love è il quarto album in studio del gruppo musicale inglese Editors, pubblicato il 28 giugno 2013.
Il disco è stato anticipato dal singolo A Ton of Love, diffuso il 6 maggio 2013 e presentato alla BBC Radio 1.
Si tratta del primo album realizzato dagli Editors senza il chitarrista Chris Urbanowicz. Allo stesso tempo è il primo in cui suonano i nuovi membri Justin Lockey e Elliott Williams.
L'album ha ricevuto recensioni contrastanti: è stato apprezzato da AllMusic (voto 3,5/5) e Mojo (4/5), mentre ha ricevuto valutazioni basse da Rolling Stone (1,5/5) e NME (4/10).
Per quanto riguarda le vendite, l'album è entrato nella "Top 10" di diversi Paesi. Ha raggiunto la prima posizione nei Paesi Bassi (MegaCharts) e Belgio (Ultratop), la quarta in Germania (Media Control Charts) e Svizzera. In Italia ha raggiunto la posizione numero 9 della classifica FIMI.

## Tracce
1. The Weight – 4:32
2. Sugar – 4:16
3. A Ton of Love – 3:58
4. What Is This Thing Called Love – 4:12
5. Honesty – 4:49
6. Nothing – 5:15
7. Formaldehyde – 3:50
8. Hyena – 3:39
9. Two Hearted Spider – 4:30
10. The Phone Book – 4:31
11. Bird of Prey – 4:46

Traccia bonus Amazon.de
1. Formaldehyde (versione acustica) – 4:37

Tracce bonus nell'edizione giapponese
1. The Sting – 4:04
2. A Ton of Love (versione acustica) – 3:12
3. Formaldehyde (versione acustica) – 4:37

Disco bonus nell'edizione deluxe
1. The Sting – 4:08
2. Get Low – 3:30
3. Comrade Spill My Blood – 3:59
4. Hyena (versione acustica) – 3:44
5. Nothing (versione acustica) – 5:32

## Classifiche

### Classifiche settimanali
| Classifica (2013) | Posizione massima |
| ----------------- | ----------------- |
| Austria           | 10                |
| Belgio (Fiandre)  | 1                 |
| Belgio (Vallonia) | 4                 |
| Danimarca         | 21                |
| Finlandia         | 43                |
| Francia           | 39                |
| Germania          | 4                 |
| Grecia            | 7                 |
| Irlanda           | 9                 |
| Italia            | 9                 |
| Paesi Bassi       | 1                 |
| Polonia           | 24                |
| Portogallo        | 10                |
| Regno Unito       | 6                 |
| Spagna            | 43                |
| Svizzera          | 4                 |

### Classifiche di fine anno
| Classifica (2013) | Posizione |
| ----------------- | --------- |
| Belgio (Fiandre)  | 7         |
| Belgio (Vallonia) | 72        |
| Paesi Bassi       | 45        |
| Classifica (2014) | Posizione |
| Belgio (Fiandre)  | 66        |